# Ketterer Kunst
Die Ketterer Kunst GmbH & Co. KG ist ein international agierendes Kunst-Auktionshaus mit Hauptsitz in München. Das Auktionshaus versteigert Kunst des 19. Jahrhunderts, Klassische Moderne, Nachkriegs- und Gegenwartskunst sowie Bücher.

## Geschichte
Im Jahr 1954 gründete Wolfgang Ketterer eine Galerie in Stuttgart. 1965 zog die Galerie nach München in die Villa Stuck. Mit zwölf Mitarbeitern gründete Wolfgang Ketterer dort zusätzlich einen Verlag mit Druckerei und Fotosetzerei. Die Galerie zeigte Ausstellungen unter anderem zu Künstlern wie Ernst Fuchs, Renato Guttuso, Erich Heckel oder Horst Janssen. 1968 versteigerte das Unternehmen erstmals Moderne Kunst im süddeutschen Raum. Zu den ersten versteigerten Werken zählten ein Pastell von Edgar Degas (Schätzpreis 250.000 Mark) sowie ein Gemälde von Camille Pissarro (110.000 Mark). Bis 1983 erweiterte Ketterer sein Auktionsprogramm um Spezialgebiete wie den Jugendstil, afrikanische und präkolumbische Kunst, Asiatika und Antiquitäten. 1977 eröffnete das Unternehmen eine Repräsentanz in New York. Im gleichen Jahr trat Ketterer als erster Auktionator weltweit mit einem digital erstellten Auktionsprotokoll vor das Pult. 1982 zog das Unternehmen ins Carolinenpalais an der Münchner Brienner Straße 25. 1989 übernahm Ketterer das 1795 gegründete Buch- und Kunstantiquariat F. Dörling in Hamburg.
Um alle Geschäftsaktivitäten in einer Gesellschaft zu vereinen, wurde 1991 die Ketterer Kunst KG gegründet. 1994 zog sich Wolfgang Ketterer aus dem Geschäft zurück. 1997 übernahm sein Sohn Robert Ketterer die alleinige Geschäftsführung. 2001 zog Ketterer Kunst in die ehemalige Villa von Alfons von Bayern in der Prinzregentenstraße in München. 2007 führte Ketterer Kunst zum ersten Mal Online-Auktionen durch. Im gleichen Jahr eröffnete das Unternehmen eine Repräsentanz in Berlin. Mit dem Bild Nadja des Künstlers Emil Nolde versteigerte Ketterer Kunst im Herbst 2007 erstmals ein Werk für über 1 Million Euro. 2008 zog das Unternehmen in einen Neubau in unmittelbare Nähe der Messe München. Seitdem konzentriert sich der Standort auf Auktionen von wertvollen Büchern, Manuskripten, Autographen sowie dekorativen Grafiken. Kunstauktionen wurden am neugebauten Firmensitz in München gebündelt. 2009 wurde hier eine Ausstellung von Bildern des Schauspielers und Malers Armin Mueller-Stahl gezeigt. Ketterer Kunst gründete 2012 seine dritte deutsche Repräsentanz in Düsseldorf. 2017 zeigte Ketterer Kunst zum 10-jährigen Jubiläum seiner Repräsentanz in Berlin 40 Werke unter anderem von Künstlern wie Max Beckmann, Norbert Bisky, Gustav Klimt oder Vertretern der Contemporary Art wie Katharina Grosse, Leiko Ikemura oder Rainer Fetting.
2019 kooperierten Johann König und Robert Ketterer und zeigten in München in einer Ausstellung einen Querschnitt des Programms des Galeristen König. Dazu zählte Kunst von Michael Sailstorfer, Jorinde Voigt oder Julian Rosefeldt.
Im Jahr 2023 veröffentlichte Ketterer eine Publikation zum Thema Provenienzforschung und Kunsthandel mit Einblicken in die hausinterne  Provenienzforschung.

## Auktionen (Auswahl)
- 2003 versteigerte Ketterer Kunst eine Sammlung von etwa 800 Werken unter anderem der alten Meister, impressionistische und expressionistische Gemälde sowie über 250 Arbeiten von Käthe Kollwitz. Einen Preisrekord erzielte dabei eine Farblithographie der Künstlerin als teuerste Arbeit von Kollwitz auf Papier (Preis 155.000 Euro).[19]
- 2007 erzielte das teuerste kleinformatige Frauenportrait Emil Noldes („Nadja“) bei einer Auktion 2,58 Millionen Euro.[20]
- 2011 erreichte das Bild Weib mit Inder auf Teppich von Max Pechstein bei einer Auktion eine Summe von 3,5 Millionen Euro inklusive Aufgeld.[21] Dies ist bis dato (Stand 2020) das weltweit teuerste versteigerte Werk des Künstlers.[22]
- 2014 versteigerte Ketterer Kunst ein Bild des japanischen Künstlers Kazuo Shiraga aus dem Jahr 1961 für 3,2 Millionen Euro.[23]
- 2015 erzielte Ketterer Kunst erstmals ein Millionenergebnis für eine Arbeit Günther Ueckers. Für Rund 1,9 Millionen Euro wurde das Nagelbild Schneebartwesen[24] versteigert.[25]
- Im Dezember 2017 bekam ein Bieter für das Gemälde Scheiben und Halbscheiben von Ernst Wilhelm Nay den Rekordzuschlag bei 1,85 Millionen Euro (rund 2,3 Millionen Euro inklusive Aufgeld).[26]
- Im November 2019 versteigerte Ketterer Kunst in Hamburg eine Bibel aus der Gutenbergpresse für insgesamt rund 1 Million Euro. Nach Angaben des Unternehmens war dies der höchste Preis, der bis dato bei einer Auktion für eine Bibel in Deutschland erzielt wurde.[27]
- Im gleichen Jahr kaufte bei einer Auktion in München ein Bieter das Bild Treppe zum Schloss (Murnau) von Wassily Kandinsky für 2,5 Millionen Euro.[28]